# Museo civico del marmo di Carrara
Fondato a Carrara nel 1982, il Museo civico del marmo è una struttura espositiva dedicata alla produzione e alla lavorazione del marmo nelle Alpi Apuane.

## Storia del museo
In Viale XX Settembre a Carrara tra il 1962 ed il 1965, viene costruito un edificio per ospitare la Mostra Nazionale del Marmo. La struttura, dotata di ampi saloni e giardini, è utilizzata per tre edizioni della Mostra Nazionale del Marmo. Nel 1966 ai saloni interni vengono apportate alcune modifiche che privano la struttura originale del suo carattere funzionale. In seguito ad una grave crisi della Mostra Nazionale del Marmo, l'edificio resta chiuso ed inutilizzato per molto tempo.
Nel 1978 i padiglioni dell'edificio diventano sede degli uffici della Internazionale Marmi e Macchine, società mista a prevalente capitale pubblico creata per l'organizzazione e la gestione della Fiera Internazionale Marmi e Macchine di Carrara. La società effettua un'opera di ristrutturazione e di rinnovo delle sale; operazione che, pur non riportando l'edificio all'assetto iniziale, raggiunge comunque risultati soddisfacenti.
Nel frattempo il Comune di Carrara aveva incaricato il prof. Enrico Dolci, archeologo e storico dell'arte ed Ispettore Onorario del Ministero per i beni culturali e ambientali, di redigere un programma di rilevamento dei beni culturali presenti nel territorio comunale con la collaborazione di un'apposita équipe di giovani ricercatori.
La campagna di rilevamento, condotta tra il 1977 ed il 1979 fu indirizzata soprattutto alla ricerca ed alla documentazione delle persistenze territoriali e dei materiali archeologici relativi alla "cultura del marmo" in possesso di privati e/o di enti pubblici, con particolare riferimento all'epoca romana, come l'Accademia di Belle Arti di Carrara presso la quale, nel corso del tempo, erano stati depositati importanti manufatti marmorei romani provenienti dalle cave di Carrara e dall'area archeologica di Luni.
Il rilevamento delle cave antiche ancora esistenti era dovuto al fatto che si trattava non solo delle più antiche prove archeologiche individuabili relative agli inizi dell'industria marmifera sulle Alpi Apuane ancora miracolosamente documentabili ma anche dal fatto che queste testimonianze non sarebbero durate a lungo, a causa dell'enorme espansione delle attività marmifere nell'area carrarese.
I rilevamenti effettuati e i materiali documentari raccolti sul campo testimoniarono che, nonostante l'atavica incuria locale per la tutela, esistevano ancora ampi margini per una conservazione sia della memoria storica che di importanti materiali oggettuali per i quali, però, occorreva una sede idonea. Fu così che Enrico Dolci ideò e progettò per conto del Comune di Carrara un "Museo Civico del Marmo" che avrebbe dovuto avere, come principale dovere istituzionale, proprio la raccolta, lo studio e la valorizzazione museale di tutto quanto fosse testimonianza significativa della "cultura del marmo", sia del passato che del presente. I materiali raccolti nelle campagne di rilevamento furono pubblicati nel 1980 nel volume "Carrara Cave Antiche", opera dello stesso Dolci, edito dal Comune di Carrara e dalla Regione Toscana.
Nel 1982 il sindaco di Carrara Alessandro Costa e l'assessore alla cultura Italo Vatteroni con specifica delibera comunale decidono l'istituzione del primo museo pubblico della città volto alla raccolta delle testimonianze degne di tutela relative al marmo, la più importante fonte di lavoro e di ricchezza della città. La sede museale idonea fu individuata nei padiglioni dell'Internazionale Marmi e Macchine di Viale XX Settembre che furono messi a disposizione anche per l'interessamento dell'allora Presidente della Società Giulio Conti.
Si continuano gli studi, le indagini e le ricerche di materiali significativi presenti sul territorio. Nel giugno 1982  viene allestita una prima mostra di reperti, denominata "Mostra Marmo Lunense", che offre al pubblico la possibilità di venire a contatto con fotografie, immagini, riproduzioni e reperti riportati alla luce negli antichi siti di escavazione di Carrara o provenienti dalla colonia romana di Luni (fondata nei pressi della foce del fiume Magra nel 177 a.C.) e nella stessa Luni.
Enrico Dolci viene incaricato alla direzione del neonato museo e si attiva per reperire e musealizzare materiali di interesse specifico, nonostante potesse contare solo su modesti mezzi finanziari ma anche sulla generosità di alcuni industriali carraresi e di alcuni cittadini che misero a disposizione del Museo del Marmo oggetti spesso rari o addirittura unici.
Così, nel 1984 viene aperta una sezione dedicata all'Archeologia Industriale; nel 1987 è la volta di una sezione dedicata alla scultura contemporanea, con l'esposizione dei premi-acquisto delle Biennali storiche di scultura, mentre nel 1991 l'artista carrarese Felice Vatteroni dona al museo una collezione di 14 sculture di piccolo formato successivamente integrata da 17 disegni-bozzetto e due autoritratti.
Si arricchisce la collezione marmologica, ricca di campioni di marmi antichi e moderni, mentre a partire dal 1988  Dolci inizia a recuperare e a musealizzare numerosi semilavorati e significative tracce di lavorazioni d'epoca romana presenti nell'area delle cave di Carrara potendo anche contare sulla collaborazione dell'Ufficio Cave del Comune di Carrara e il fattivo interessamento della Soprintendenza Archeologica della Toscana. Nel 1994-95 Dolci crea una sezione dedicata alla scultura medioevale, con una serie di copie filologiche dei ritratti e di rilievi marmorei della facciata del Duomo di Carrara, ed un'ulteriore sezione dedicata all'artigianato artistico carrarese con una raccolta di copie filologiche di icone marmoree a carattere devozionale, un'attività scultorea particolare che è stata per Carrara, e per alcuni secoli, tra le produzioni artistiche più significative.

## Descrizione

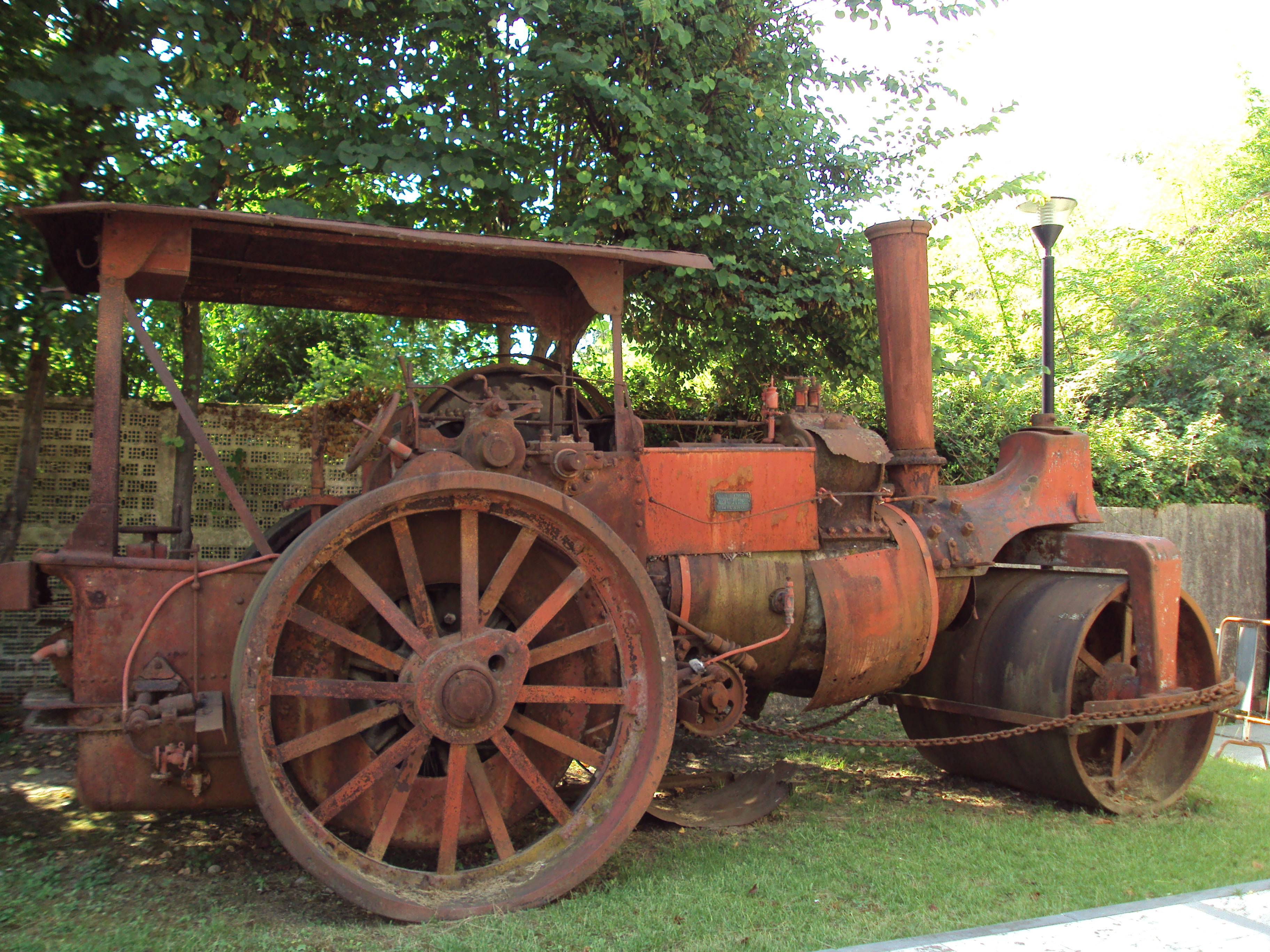
Motrice per il trasporto del marmo Giardino esterno Museo civico del marmo di Carrara

Il museo è costituito da otto sezioni:
- Geologia ed evoluzione del territorio,
- Archeologia romana,
- Marmoteca,
- Archeologia industriale,
- Applicazione tecniche dei marmi
- Scultura medioevale,
- Artigianato artistico,
- Scultura moderna e contemporanea.

Il Museo del Marmo, nel progetto museologico originale redatto da Enrico Dolci, era stato concepito come una struttura interdisciplinare a carattere "progressivo" e cioè da arricchirsi nel tempo coi materiali afferenti alla "cultura del marmo" nelle sue varie componenti. Tale principio, recepito nello statuto del museo, imporrebbe un'attività continua di ricerca e di tutela di materiali che col tempo si è inaridita. Negli ultimi dieci anni si è proceduto a trasformazioni interne ed esterne. Internamente alcune sezioni, qui descritte, sono state eliminate dal percorso espositivo: quella dedicata all'Artigianato Storico e quella dedicata alla Scultura Contemporanea. Altre sono state pesantemente ridotte: la sezione interna dell'Archeologia Romana e quella dell'Archeologia Industriale. Il museo oggi è ridotto a sola attività espositiva. La struttura museale è organizzata in un articolato percorso lungo il quale il visitatore passa da una sezione all'altra senza soluzione di continuità.

### Geologia ed evoluzione del territorio
Il percorso di visita inizia con un'area dedicata alla raccolta di documenti e reperti vari relativi al territorio carrarese e alla composizione mineralogica dei giacimenti marmiferi illustrati per mezzo di plastici, disegni ed antica cartografia. Il più significativo documento moderno è il plastico della composizione geologica delle Alpi Apuane creato nel 1923 da Domenico Zaccagna, personalità di spicco nella città di Carrara per gli studi condotti sull'origine e lo sviluppo delle Alpi Apuane. In questa prima sezione è presente anche una postazione multimediale plurilingue che introduce il visitatore alle complesse tematiche del museo. Di recente la sezione si è arricchita con una importante campionatura di minerali tipici delle Alpi Apuane.

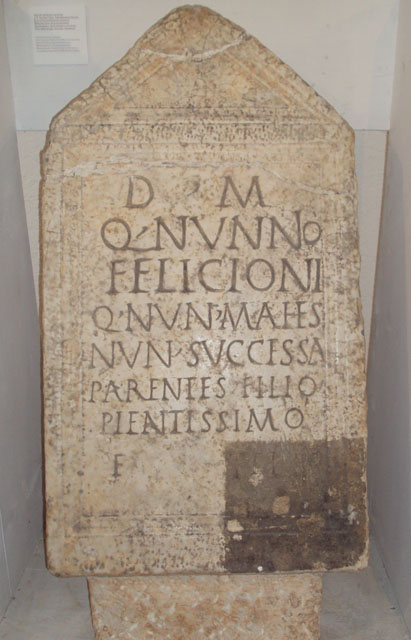
Epigrafe sepolcrale risalente al I secolo Museo civico del marmo di Carrara

### Archeologia romana
La sezione è dedicata all'analisi ed alla documentazione storica ed archeologica degli antichi siti di escavazione del territorio carrarese e dei reperti risalenti all'epoca romana ivi rinvenuti. In questa zona, nei pressi del fiume Magra, nel 177 a.C. i Romani fondarono la città di Luna che, per alcuni secoli ed a partire dal I secolo a.C., iniziò e sviluppò la coltivazione di numerose cave di marmo nelle stesse vallate montane nelle quali, dopo l'anno Mille, lavorarono poi i carraresi. I marmi lunensi (come sono oggi chiamati i marmi di Carrara prodotti in epoca romana) furono inizialmente impiegati a Roma in età cesariana e successivamente furono impiegati in tutte le città romane dell'Italia ed esportati anche in Gallia, in Spagna, in Africa ed altrove. La produzione marmifera lunense, articolata in varie classi di materiale che corrispondono sommariamente ai marmi oggi prodotti, è documentata da un campionario archeologico esposto all'inizio di questo settore. La sezione continua con un'area dedicata ai reperti archeologici portati alla luce nelle cave romane di Carrara. Le più importanti sono quelle localizzate archeologicamente nelle zone di Fantiscritti, Gioia, Polvaccio, Fossa Ficola e Fossacava, in cui è attestata l'attività estrattiva fin dal I secolo a.C. Sono qui esposti anche campioni dei marmi ivi scavati, prelevati durante le campagne di rilevamento effettuate negli anni '70 del Novecento. Tra i reperti più significativi si segnalano due epigrafi funerarie rinvenute a Torano; la ricostruzione moderna della "Lapide Salvioni", un'iscrizione su tavola marmorea recante i Fasti di un "collegium" di operatori di cava che lavoravano in zona negli anni 16-22 d.C.; la statuetta di Artemide-Luna, rinvenuta a Fossacava; un gruppo di graffiti paleocristiani rinvenuti a Vara incisi sulla parete del monte e recanti precoci simboli cristologici; i blocchi originali e i calchi di due iscrizioni incise sugli stessi, venuti alla luce a Gioia, nelle quali sono citati i nomi di M.Lucio Celso, di Ippa e di Aurelio, operatori di cava e forse imprenditori appaltatori. Su uno dei blocchi è inciso il primo toponimo relativo alle cave lunensi conosciuto fino ad oggi col quale si denominava il monte di Gioia in epoca romana: "Mons Gamianus".Di particolare interesse il plastico che ricostruisce idealmente, su precise documentazioni archeologiche, la grande cava romana di Fossacava, della quale sono schematicamente illustrate le tecniche di escavazione utilizzate dai lunensi sulla Apuane. Questo plastico fu realizzato da Enrico Dolci con la collaborazione dello scultore Cherif Taoufik ed è basato sulle risultanze dei rilevamenti archeologici effettuati in situ negli anni '70. Questa sezione museale si estende negli spazi esterni nei quali sono conservate fondamentali prove archeologiche delle tecniche dell'escavazione romana nelle Apuane contraddistinta anche dalla semilavorazione in cava dove, oltre ai blocchi riquadrati e contrassegnati da iscrizioni tecniche ("notae lapicidinarum"), si semilavoravano capitelli e basi di colonne, colonne, bacini, vasche. Da notare che questa sezione, per la peculiarità dei materiali, è la più importante nel suo genere in Europa.

### Marmoteca storica

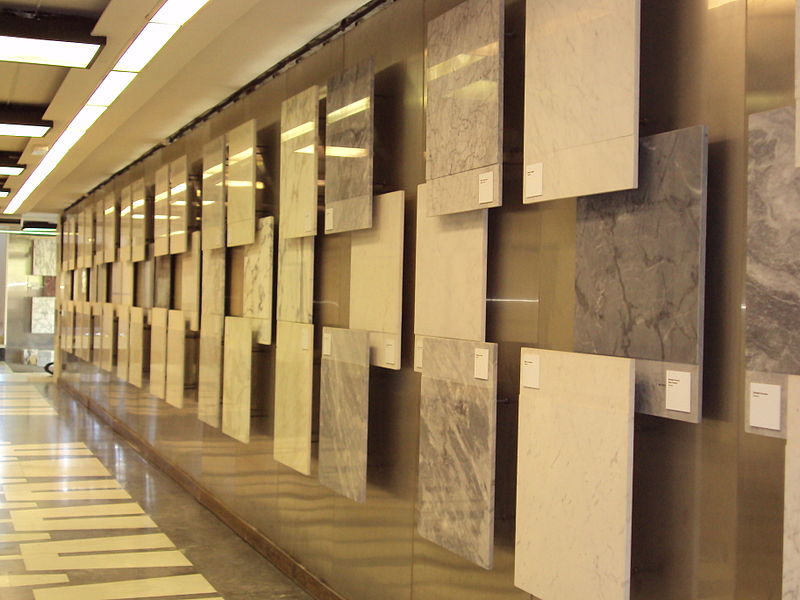
Marmoteca Museo civico del marmo di Carrara

La marmoteca (che è distribuita lungo buona parte del percorso espositivo) presenta 310 campioni di marmo di grande formato (cm.75x60) relativi ai più importanti marmi prodotti in Italia ed all'estero fino al 1979. Si tratta di marmi apuani e di altre parti della Toscana, di marmi liguri, piemontesi e di altre zone italiane. Nell'ultimo settore sono esposti campioni dei più importanti graniti e granitoidi prodotti in Italia ed all'estero.  Fanno parte della raccolta marmologica anche numerosi campioni moderni dei principali marmi usati in epoca romana, collocati nella sezione archeologica, tra i quali il rarissimo e preziosissimo "ekatonthalithos", scavato nel deserto egiziano. La Marmoteca del museo di Carrara è la raccolta storica più importante di questi materiali a livello nazionale.

### Archeologia industriale
È una sezione interna del museo che prosegue nei giardini esterni dove sono allocati anche macchinari di grandi dimensioni, recentemente restaurati. La sezione presenta una serie di strumenti usati a Carrara per l'escavazione, la lavorazione ed il trasporto dei marmi, a partire dal XVII secolo. A fianco di fotografie e disegni d'epoca sono presenti attrezzi da taglio,da scavo e da sollevamento utilizzati in passato, sostituiti oggi da mezzi più moderni. Tra i numerosi strumenti usati in cava si segnala una serie di martelli perforatori ad aria compressa; la perforatrice Monticolo; una serie di pulegge penetranti e corone diamantate; alcuni martinetti a cremagliera; un impressionante argano a mano, detto localmente "diavolo", impiegato per la movimentazione dei blocchi sul piazzale della cava; una fucina portatile, completa del suo corredo di accessori, usata dal fabbro di cava, chiamato "magnàn"; utensili vari usati per la spaccatura del marmo. All'esterno, presso la sala dell'A.I. e visibili dalla stessa, sono esposti, tra gli altri materiali, un vagoncino "Decauville" col suo binarietto; un carrello speciale usato per regolare la tensione del filo elicoidale. Ancora all'esterno sono sistemati alcuni impianti per il taglio col filo elicoidale e, a sinistra dell'ingresso, sono presenti una trattrice a vapore, successivamente trasformata in "schiacciasassi", impiegata per il trasporto dei carri a 4 ruote del marmo, dei quali è presente un raro esemplare dotato di ruote in ferro a 10 raggi; un vagone ferroviario, ultimo esemplare della Ferrovia Marmifera di Carrara; un telaio per la segagione dei marmi con cala a corda, risalente alla prima metà dell'Ottocento; una monumentale ruota "pescatora" con la quale si alimentava l'acqua prelevata da una "gora" e necessaria ai telai per la segagione. 

### Applicazioni tecniche dei marmi
Questa sala conserva rarissimi prototipi delle prime realizzazioni in marmo effettuate con procedimenti seriali di carattere industriale. Realizzata nel 1968 per la Terza Mostra Nazionale del Marmo, la sala propone vari tipi di rivestimenti di carattere architettonico, sia esterni che interni, ed esempi di impiego del marmo nella realizzazione di elementi funzionali e di arredo domestico ed urbano. Tutti i materiali presenti furono realizzati allora appositamente per questa esposizione. Particolare attenzione meritano: un pilastro decorativo e funzionale interamente composto da elementi marmorei in massello sagomati; una scala autoportante da interno; alcuni sedili componibili a incastro; un tavolo da salotto con base a stelo in acciaio; un tavolino triangolare con moduli a incastro; una scala a chiocciola autoportante; una lampada componibile da giardino; una volta di soffitto di forma convessa interamente foderata da lastrine di marmi policromi 

### Artigianato artistico
L'area (attualmente non disponibile) presenta calchi in gesso degli originali e copie filologiche in marmo di lavori scultorei presenti nella città di Carrara, risalenti ad un periodo compreso fra l'XI e il XIX secolo, suddivisi in due settori: da una parte è conservata una serie di icone marmoree a carattere devozionale; dall'altra alcune sculture decorative e una serie di ritratti situati sulla loggetta della facciata del Duomo di Carrara, risalenti al XIV secolo. Le copie filologiche in marmo, cioè effettuate con metodologie completamente manuali, hanno riprodotto le antiche tecniche della scultura carrarese e sono opera delle botteghe artigianali della città. Fa parte di questa raccolta anche il calco dell'epigrafe trecentesca dell'antico ospedale dei SS. Giacomo e Cristoforo di Carrara. L'iscrizione, incisa con uno speciale scalpellino a sezione triangolare, è relativa alla concessione di indulgenze ed è uno dei primi esempi di epigrafi pubbliche italiane redatte in lingua volgare.

### Scultura moderna e contemporanea
Un'apposita sala (oggi occupata da un'ampia sezione multimediale) ospitava opere di artisti che hanno partecipato e continuano a partecipare alle Biennali di Scultura organizzate nel centro storico della città di Carrara. Sono opere raccolte sin dal secondo dopoguerra che ben rappresentano le tendenze artistiche moderne. Alcune sono premi-acquisto delle prime sette Biennali (1957- 1973) organizzate da Antonio Bernieri, mentre altre sono state donate volontariamente dagli artisti. La sezione dedicata alla scultura contemporanea è stata recentemente trasferita in altra sede mentre è rimasta la sala dedicata alla donazione "Felice Vatteroni" in cui sono conservate 14 opere in piccolo formato ed una serie di disegni-bozzetto dello scultore carrarese.

### Le altre aree

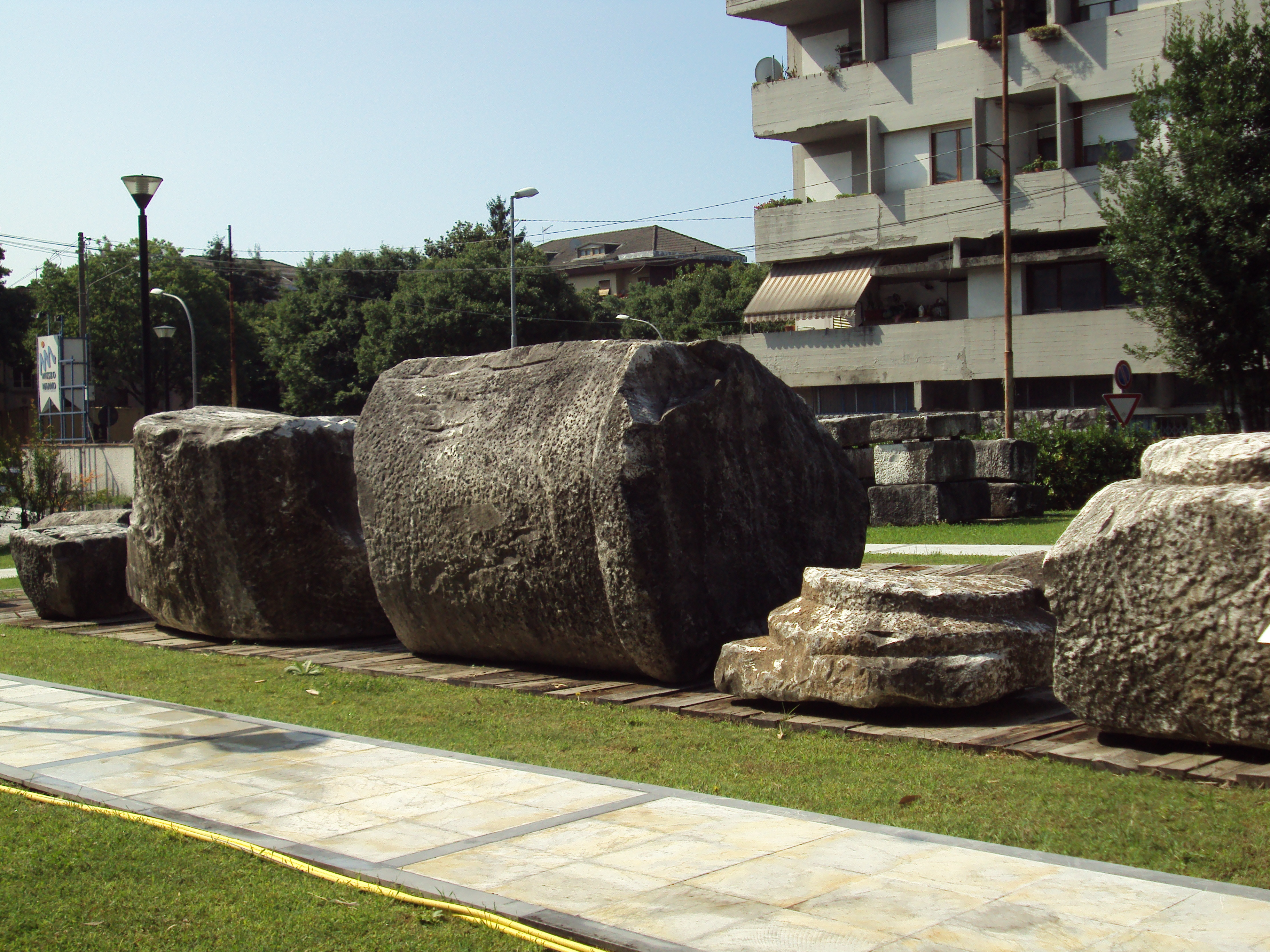
Blocchi in marmo semilavorato Giardino esterno Museo civico del marmo di Carrara

Da poco è stata realizzata un'ulteriore e vasta area multimediale interna nella quale è possibile osservare video e riprese relative allo sviluppo delle tecniche e della lavorazione del marmo lungo i secoli. Il visitatore è introdotto direttamente nei siti di escavazione e nei laboratori degli scultori che modellano i blocchi di marmo estratti quotidianamente dai giacimenti. I vasti giardini, che contornano l'edificio museale su tre lati, ospitano numerosi reperti archeologici rinvenuti negli ultimi decenni nelle cave di Carrara, nelle aree interessate dalle antiche lavorazioni. Si tratta di basi di grandi colonne, di colonne e di grandi capitelli semilavorati; di blocchi riquadrati ed altri reperti relativi all'archeologia romana tra i quali grandi sezioni di "tagliate" cioè delle tracce lasciate sulle pareti del monte dagli attrezzi impiegati nell'escavazione del marmo. La collezione dei semilavorati d'epoca romana presenta molti manufatti recanti incise le "notae lapicidinarum" cioè quelle sigle e quei numeri che i romani usavano per registrare i dati significativi della produzione di ogni singolo manufatto. Questa collezione di reperti è la più importante nel suo genere esistente in Europa. Gli antichi manufatti sono adagiati su un "letto" ligneo formato dalle traversine originali dei binari della scomparsa Ferrovia Marmifera. Nei giardini sono anche presenti diversi impianti e macchinari impiegati in passato nelle cave e negli opifici di Carrara. Si impongono al visitatore per la loro mole anche un telaio per la segagione dei blocchi dotato di "cala a corda",risalente alla metà nell'800; una "ruota pescatora" che aveva la funzione di alimentare con acqua di fiume il telaio per la segagione; un carro ferroviario per il trasporto dei marmi dell'ottocentesca Ferrovia Marmifera;una trattrice a vapore dei primi del '900, trasformata successivamente in "schiacciasassi"; un carro a 4 ruote in ferro, impiegato per il trasporto dei blocchi al piano.